# Molly Åsbrink
Molly Sofia Teresia Åsbrink-Bergengren, född Halleborg 8 oktober 1916 i Norsjö, Västerbottens län, död 7 maj 2005 i Farsta församling i Stockholm, Stockholm, var en svensk sångerska (mezzosopran).
Åsbrink studerade vid Kungliga Musikkonservatoriet samtidigt med bland andra Birgit Nilsson, Kjerstin Dellert och Ulla Sallert. Hon debuterade som sångerska i Stockholms konserthus 1946. Samtidigt gjorde hon karriär som schlager- och vissångerska. År 1955 medverkade hon i ett artistutbyte med Ryssland. Hon var en av initiativtagarna till  Kulturarbetarnas socialdemokratiska förening och Rikskonserter 1963. Hon var också ordförande i Stiftelsen Carina Aris minnesfond.
Molly Åsbrink var dotter till konstnärerna  Oskar Halleborg  och Hildur Halleborg Nordwall samt hade två barn i äktenskapet med byrådirektör Alexis Åsbrink, bland andra tecknaren Gunnel Åsbrink.

## Diskografi i urval
- Anemone nemorosa, med Knut Edgardts orkester.
- Det var en gång, med Emil Iwrings orkester
- Du kan finna en prinsessa, med Göte Lovén och Åke Jelvings orkester
- Jag vet en speleman, med Andrew Walters orkester
- Flicka under nymånen, med Eduard Hladischs orkester
- För kärlekens skull, med  Knut Edgardts orkester